# Ноценкансарі
Ноценкансарі, Норін-Канг (кит.: 宁 金 抗 沙 峰) — вершина в центральній частині Гімалаїв, найвищий пік в Тибетському нагір'ї, висота — 7208 м (за іншими даними 7206 м). Розташована ізольовано від решти високих вершин Гімалаїв, найближчі: Кангпху-Канг (7204 м) і Туншаньцзябу (7207 м) знаходяться в 85 км південніше. Розташована в Тибеті. Норін-Канг — 105-та за висотою вершина в світі.
Ноценкансарі є найвищим піком в групі Каро-Ла, що лежить між Брахмапутрою (Цангпо) і Високими Гімалаями. До групи також входять Калуксунг (6674 м) і кілька інших маловідомих шеститисячників, більшість з яких не підкорені. На схід від групи розташоване велике мальовниче озеро Ямжжо-Юмцо (Yamdrok Yumtso Lake), одне з великих священних озер Тибету.
Норін-Канг підкорений 28 квітня 1986 р. китайсько-тибетською експедицією.

## Ресурси Інтернету
- Гімалайський журнал
- Peakware.com
- Noijin Kangsang on Summitpost
- Peaklist's list of Eastern Himalyan ultras